# Pseudocalotes dringi
Pseudocalotes dringi är en ödleart som beskrevs av  Jakob Hallermann och BÖHME 2000. Pseudocalotes dringi ingår i släktet Pseudocalotes och familjen agamer. IUCN kategoriserar arten globalt som otillräckligt studerad. Inga underarter finns listade i Catalogue of Life.